# Плоске (Пушкінське сільське поселення)
Плоске (рос. Плоское) — присілок Сафоновського району Смоленської області Росії. Входить до складу Пушкінського сільського поселення.
Населення — 12 осіб (2007 рік). 